# Portal de Chalco
Portal de Chalco es una localidad de 23,000 habitantes situada en la zona centro del Municipio de Chalco, Estado de México, México.

## Historia
El fraccionamiento Portal de Chalco se localiza en el municipio de Chalco. 
Limita al norte con el Centro Histórico del municipio de Chalco y el pueblo de La Conchita, al este con la zona industrial de Chalco, al oeste con el Fraccionamiento Los Volcanes y al sur con el Fraccionamiento Paseos de Chalco y el pueblo de Huitziltzingo.
El clima predominante es templado subhúmedo, presenta una temperatura media anual de 15.6 °C, con máximas de 31 °C y mínimas promedio es de 8.2 °C. Su código postal es 56600. La marcación telefónica el de diez dígitos.
Algunos de los atractivos del municipio de Chalco son la Parroquia de Santiago Apóstol, exconvento franciscano que data del siglo XVI, la Casa Colorada, el Casco de la Ex-hacienda de San Juan. El Museo "Arqueológico de Chalco" localizado en el interior de la Casa de Cultura Chimalpahin.
El mega tianguis de los viernes llamado "del borrego", donde se comercializan frutas, verduras, ropa hasta animales vivos: gallinas, patos, chivos, borregos y otros.
El mapa general de la República Mexicana indica que de acuerdo a la ubicación geográfica del municipio de Chalco, se encuentra ubicado entre las coordenadas 19° 09' 20" latitud norte y entre 90° 58' 17" longitud oeste. La altitud de Chalco es de 2,238 m s. n. m.
Sus tres calles paralelas de sur a norte: Portal del Sol, Portal del Aire y Portal del Agua.
Sus tres calles perpendiculares de este a oeste: Portal del Cielo, Morelos, Portal de la Luna.
Actualmente cuenta con 5100 lotes de 60 casas, dando un total de 23,000 habitantes.